# 土伦大学
土伦大学（法語：Université de Toulon），是法国土伦的一所公立综合性大学，建立于1979年。

## 历史
土伦大学最早可追溯到1968年开设的土伦大学技术学院。1970年，土伦在大学技术学院的基础上设立了大学教育中心，并增设了一个科技学院和法律经济学院。1979年土伦大学正式成立。2003年学校加改名为南土伦大学。2013年，学校名称改回土伦大学。

## 院系设置
- 科学技术学院
- 体育学院
- 法学院
- 经济管理学院
- 人文学院
- 信息传播学院
- 海洋技术工程师学校
- 企业管理学院
- 在线继续教育学院
- 土伦大学技术学院